# Metagonia reederi
Metagonia reederi är en spindelart som beskrevs av Willis J. Gertsch och Peck 1992. Metagonia reederi ingår i släktet Metagonia och familjen dallerspindlar. Inga underarter finns listade i Catalogue of Life.